# Илатовская, Тамара Александровна
О деревне в Великоустюгском районе Вологодской области см.: Илатовская
Тамара Александровна Илатовская (р. 24 июля 1937, Харьков) — советский и российский очеркист, прозаик, журналист, публицист.

## Биография
Родилась 24 июля 1937 года в Харькове в семье полковника Александра Трофимовича Илатовского.
В 1959 году окончила факультет журналистики МГУ.
C 1960 по 1970 годы работала спецкором в журнале «Смена».
По жизненной позиции — «шестидесятник», писала о «ростковых зонах» страны и лучших представителях своего времени: первооткрывателях якутских алмазов, создателях космической медицины, первопроходцах нефтяной Тюмени и БАМа, учёных Новосибирского Академгородка. Множество командировок: Чукотка, Колыма, Сахалин, Ямал.
Большой общественный резонанс имел очерк о заместителе генерального конструктора, шеф-пилоте КБ «Сухой» Владимире Ильюшине, а также очерк о всемирно известном враче Гаврииле Илизарове с предисловием Дмитрия Шостаковича.
Автор 20-ти документальных книг и множества журнальных очерков. Некоторые из книг автора были переведены на иностранные языки: польский, английский, латышский. С 1957 года член Союза журналистов СССР, с 1970 года член Союза писателей Москвы.

## Семья
Супруг — Харитонов, Роман Фёдорович (1935—2000) — поэт, прозаик, публицист.
Дочь — Харитонова, Анастасия Романовна (1966—2003) — поэт, переводчик, эссеист, драматург.